# Antiemetico
Con il termine di antiemetico (dal gr. ἀντί, "contro" e ἔμετος, "vomito") in medicina si intendono due differenti concetti:
- Un qualunque procedimento che riesca a diminuire il disagio di nausea e vomito o nel riuscire a prevenirlo;
- Uno specifico tipo di farmaco con la stessa utilità.

## I farmaci antiemetici
Fra i vari tipi di farmaci antiemetici ritroviamo:
- Antistaminici
- Metoclopramide
- Alcuni derivati dalla Cannabis
- Antagonisti dei recettori 5HT3, detti "setroni", come il dolasetron, granisetron (efficace nell'87% dei casi[1]), dronabinol, ondansetron,[2], tropisetron e ramosetron
- Antagonisti della dopamina come l'alizapride e le fenotiazine (ad esempio clorpromazina)

In forma minore:
- Alcaloidi allucinogeni come la scopolamina

## Usi
Normalmente vengono usati per controllare il vomito o chinetosi di pazienti sottoposti a chemioterapia, specialmente nell'utilizzo di cisplatino, anche in caso di trapianto delle cellule staminali, bloccando i segnali che spingono il cervello al vomito. Vengono somministrati nei bambini in caso di gastroenterite.
Alcuni studi hanno dimostrato come venga preferito l'utilizzo di una chemioterapia aggressiva in combinazione con una profilassi antiemetica adeguata, per via degli effetti collaterali, soprattutto nei pazienti di giovane età contando sulla loro ripresa.
Inoltre vengono utilizzati in casi di pancreatite e porfiria..
In ambito veterinario si usa il: maropitant che agisce come antagonista del recettore NK1.

### In gravidanza
Probabilmente dovuti all'aumento di estrogeni, vomito e nausea sono fra i sintomi più comuni durante i primi mesi di gravidanza. Il vomito continuo comporta inoltre una perdita di liquidi che può portare a condizioni peggiori (da un'iniziale disidratazione alla chetoacidosi). In questo caso specifico gli antiemetici più utilizzati sono la doxilamina (in dose di 10 mg), la metoclopramide (in dose di 10 mg) e l'ondansetron (in dose di 8 mg).